# Luciano Castellini
Luciano Castellini (Milán, Provincia de Milán, Italia, 12 de diciembre de 1945) es un exfutbolista y director técnico italiano. Se desempeñaba en la posición de guardameta.

## Selección nacional
Fue internacional con la selección de fútbol de Italia en 1 ocasión. Debutó el 26 de febrero de 1977, en un encuentro ante la selección de Bélgica que finalizó con marcador de 2-1 a favor de los italianos.

### Participaciones en Copas del Mundo
| Mundial                        | Sede                | Resultado    |
| ------------------------------ | ------------------- | ------------ |
| Copa Mundial de Fútbol de 1974 | Alemania Occidental | Primera fase |

## Clubes

### Como futbolista
| Club            | País   | Año         |
| --------------- | ------ | ----------- |
| Monza Brianza   | Italia | 1965 - 1970 |
| Torino F. C.    | Italia | 1970 - 1978 |
| S. S. C. Napoli | Italia | 1978 - 1985 |

### Como entrenador
| Club           | País   | Año  |
| -------------- | ------ | ---- |
| Inter de Milán | Italia | 1997 |
| Inter de Milán | Italia | 1999 |

## Palmarés

### Campeonatos nacionales
| Título      | Club          | País   | Año     |
| ----------- | ------------- | ------ | ------- |
| Serie C     | Monza Brianza | Italia | 1966-67 |
| Copa Italia | Torino F. C.  | Italia | 1970-71 |
| Serie A     | Torino F. C.  | Italia | 1975-76 |